# Gmina Paszowice

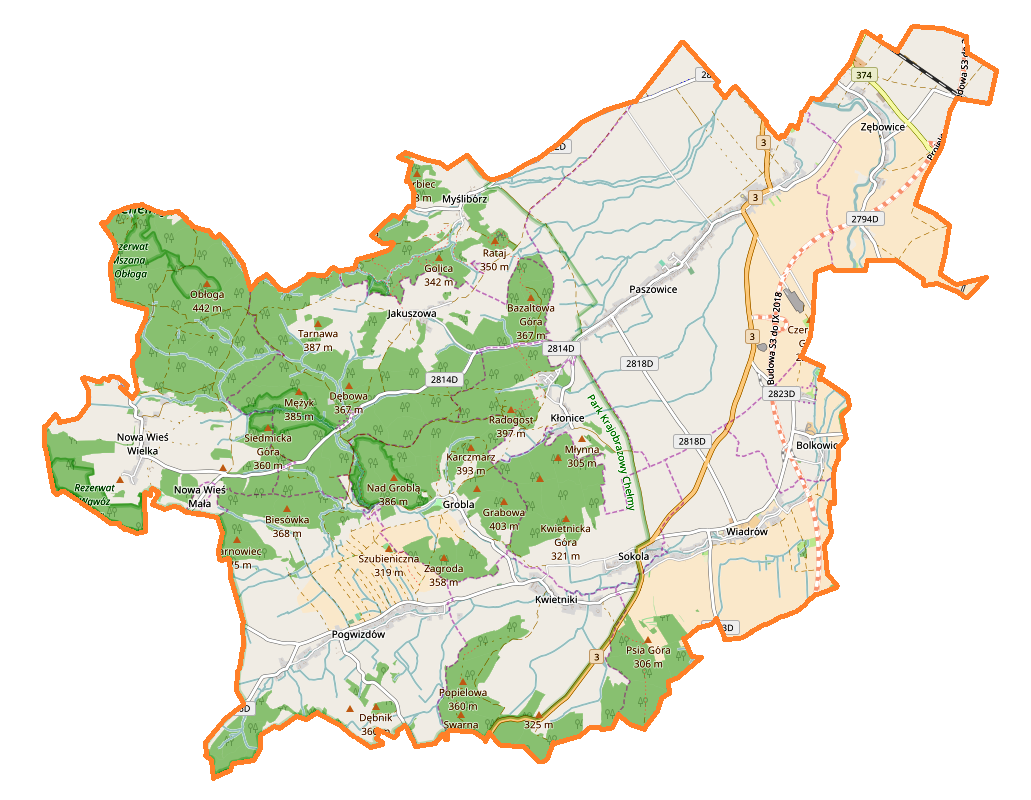
Karte der Gemeinde

Die Gmina Paszowice ist eine Landgemeinde im Powiat Jaworski der Woiwodschaft Niederschlesien in Polen. Ihr Sitz ist das gleichnamige Dorf (deutsch Poischwitz) mit etwa 1400 Einwohnern.

## Geographie
Die Gemeinde liegt in etwa zentral in der Woiwodschaft. Breslau liegt etwa 70 Kilometer nordöstlich. Nachbargemeinden sind die Kreisstadt Jawor (Jauer) sowie Mściwojów im Nordosten, Dobromierz im Osten, Bolków im Süden sowie Südwesten und Męcinka im Nordwesten sowie im Norden.
Die Gemeinde hat eine Fläche von 101,3 km² von der 63 Prozent land- und 30 Prozent forstwirtschaftlich genutzt werden. Der Westen der Gemeinde gehört zum „Park Krajobrazowy Chełmy“, einem Landschaftspark im Bober-Katzbach-Vorgebirge mit Erhebungen bis 442 m n.p.m. (Obłoga – Obloga). Eine besondere Felsformation aus Basalt ist die „Małe Organy Myśliborskie“ (Kleine Orgel) am Rataj (Ratschberg) bei Myślibórz (Moisdorf). Das Gebiet wird von zahlreichen Wasserläufen durchzogen.

## Geschichte
Die Landgemeinde wurde 1973 aus Gromadas wieder gebildet. Sie kam 1975 von der Woiwodschaft Breslau zur Woiwodschaft Legnica, der Powiat wurde aufgelöst. Zum 1. Januar 1999 kam die Gemeinde zur Woiwodschaft Niederschlesien und zum wieder errichteten Powiat Jaworski.

## Gliederung
Die Landgemeinde Paszowice besteht aus 14 Dörfern mit 12 Schulzenämtern (deutsche Namen, amtlich bis 1945 – Einwohnerzahlen vom 31. Dezember 2020):
- Bolkowice (Polkau) – 184
- Grobla (Gräbel) – 91
- Jakuszowa (Jakobsdorf) und Siedmica (Siebenhuben) – 119
- Kłonice (Klonitz) – 126
- Kwietniki (Blumenau) – 220
- Myślibórz (Moisdorf) – 125
- Nowa Wieś Wielka und Mała (Groß und Klein Neudorf) – 148
- Paszowice (Poischwitz) – 1406
- Pogwizdów (Langhelwigsdorf) – 442
- Sokola (Falkenberg) – 171
- Wiadrów (Wederau) – 461
- Zębowice (Semmelwitz) – 48

Kleinere Orte sind die Weiler Kamienica und Kobylica.

## Verkehr
Die Landesstraße DK3 führt durch den Osten des Gemeindegebiets, parallel zu ihr wird die Schnellstraße S3 gebaut. Im Nordosten führt die Woiwodschaftsstraße DW374 von Zębowice nach Jawor und Strzegom (Striegau). Der nächste Bahnhof ist in der Kreisstadt Jawor. Nächster internationaler Flughafen ist Breslau.